# Convent de Sant Francesc de Paula de Granollers
El convent de Sant Francesc de Paula de Granollers fou fundat el 1578. L'edifici del convent dels mínims és just davant de la biblioteca Can Pedrals de Granollers amb una entrada lateral pel carrer Antoni Espí i Grau i l'entrada principal pel carrer Corró. L'edifici de l'església té dues portes similars, la de ponent s'obre a una placeta, antigament pati del mateix convent. Aquestes portes incorporen en el frontó l'escut dels Perpinyà. El claustre i les altres dependències eren a llevant de l'església. La planta és d'una sola nau sense creuer (18,95x6,63m) amb absis pla i quatre capelles (3,35 de fons), que segueix l'estil greco-romà. Te tres arcades inferiors i sis superiors de maons sense arrebossar. L'església antiga s'estén de S a N.

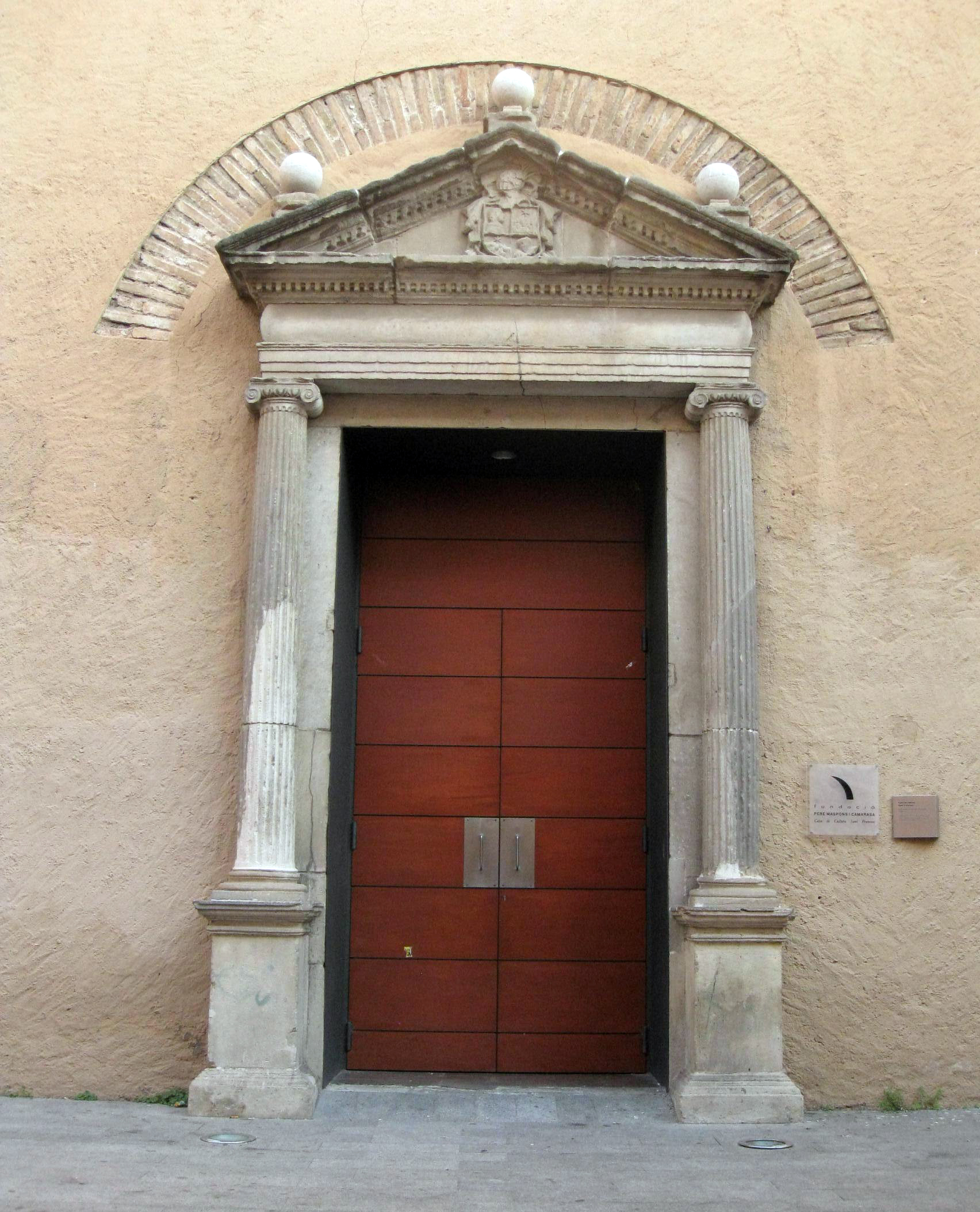
Portal del carrer Corró

## Història
La casa de St. Francesc, antic convent de frares mínims, fou fundada el 1578. En la sessió del Consell del 25 de maig del 1571, s'exposa que la vila cada dia augmenta de focs i té necessitat de l'assistència als malalts, raó per la qual era menester erigir un convent de frares, i es va comprometre a pagar-ne un per als frares mendicants o de Jesús. El resultat d'aquesta decisió va ser que el 1579 el Consell comprés la parce·la que calia per a construir el convent de St. Francesc.
El convent va ser construït en un indret que en aquella època era extramurs del recinte medieval, al nord d'aquest, per la porta del Corró, al camí de Vic. La família Perpinyà va cedir els terrenys. El 1835, el monestir va ser afectat per la desamortització i va tancar, si bé que es va mantenir el culte a l'església fins que va cremar amb les revoltes arrel del cop d'estat de 1936. Durant els anys 1950 fou rehabilitada per Josep Maria Martorell i Codina i Oriol Bohigas i Guardiola, per iniciativa de l'empresari Pere Maspons i Camarasa. L'obra es va poder inaugurar el 1956 per acollir la seu de la Fundació Pere Maspons i Camarasa amb el nou nom de «Casa de Cultura Sant Francesc».
Aquest centre cultural és doncs la seu d'aquesta Fundació, el Patronat de la qual està format per Òmnium Cultural, Agrupació Sardanista de Granollers, Esbart Dansaire de Granollers, Xics de Granollers, Associació Cultural de Granollers, un representant de la família Maspons i Camarasa i l'Ajuntament de Granollers.
Entre 1959 i 1989 l'edifici va acollir l'Escola Municipal de Música. L'espai serveix actualment com a sala polivalent per a assaigs i actes públics de les diverses entitats públiques o privades de la ciutat. La sala té  dos-cents seients.